# 덕릉 (고려)
덕릉(德陵)은 고려 제26대 충선왕의 능이다. 정확한 위치는 알 수 없으나, 개성에 있을 것으로 추정된다.